# Bồng chanh Philippines
Bồng chanh Philipin (danh pháp hai phần: Ceyx melanurus) là một loài chim thuộc Họ Bồng chanh. Nó là loài đặc hữu của Philippines. Môi trường sống tự nhiên của nó là vùng đất thấp khu rừng nhiệt đới hoặc cận nhiệt đới ẩm, sông, hồ nước ngọt, và đầm lầy nước ngọt. Nó đang bị đe dọa do mất nơi sống.

## Phân loài
Có 3 phân loài đã được công nhận:
- C. m. melanurus
- C. m. samarensis
- C. m. mindanensis